# Semiothisa exustata
Semiothisa exustata är en fjärilsart som beskrevs av Hüfnagel 1767. Semiothisa exustata ingår i släktet Semiothisa och familjen mätare. Inga underarter finns listade i Catalogue of Life.